# Al-Nabi Rubin, Acre
Al-Nabi Rubin (Ar: ) var/är en palestinsk by 28 km nordöst om Acre, Israel som avfolkats av israelisk militär. 
Byn hade 1945 1 400 invånare vilka fördrevs av Haganah under Operation Hiram. Byns invånare packades in lastbilar och lämnades på libanesiska gränsen. Byggnaderna i byn jämnades med marken sånär som på ett litet tempel tillägnat profeten Ruben.